# 小行星8333
小行星8333（英語：8333）是一颗围绕太阳公转的小行星。1982年11月7日，安東寧·姆爾科斯在克列特发现了此天体。
这颗小行星的绝对星等为309.5750600665729等。